# جایزه بزرگ مکزیک ۱۹۶۷
جایزه بزرگ مکزیک ۱۹۶۷ (انگلیسی: ‎1967 Mexican Grand Prix‎) یک مسابقهٔ موتوری در رشتهٔ اتومبیل‌رانی فرمول یک بود که در تاریخ ۲۲ اکتبر ۱۹۶۷ در ماگدالنا میکزوکا واقع در مکزیکو سیتی، مکزیک برگزار شد. این گراند پری در میان ۱۱ گراند پری در فصل ۱۹۶۷، مسابقهٔ شمارهٔ ۱۱ بود.
در این مسابقه که در ۶۵ دور و به مسافت ۳۲۵٫۰۰۰ کیلومتر (۲۰۱٫۹۴۶ مایل) برگزار شد، پول پوزیشن توسط جیم کلارک کسب شد و سریع‌ترین زمان برای طی یک دور پیست که برابر با ۱:۴۸٫۱۳ بود نیز توسط جیم کلارک به ثبت رسید.
جیم کلارک از تیم لوتوس-فورد، جک برابام از تیم برابام-رپکو و دنی هیولم از تیم برابام-رپکو به‌ترتیب مقام‌های اول تا سوم مسابقه را کسب کردند.

## رده‌بندی قهرمانی پس از مسابقه
|       | جایگاه | راننده     | امتیاز  |
| ----- | ------ | ---------- | ------- |
|       | ۱      | دنی هیولم  | ۵۱      |
|       | ۲      | جک برابام  | ۴۶ (۴۸) |
|       | ۳      | جیم کلارک  | ۴۱      |
| ۱     | ۴      | جان سرتیز  | ۲۰      |
| ۱     | ۵      | کریس ایمون | ۲۰      |
| منبع: |        |            |         |

|       | جایگاه | سازنده       | امتیاز  |
| ----- | ------ | ------------ | ------- |
|       | ۱      | برابام-رپکو  | ۶۳ (۶۷) |
|       | ۲      | لوتوس-فورد   | ۴۴      |
|       | ۳      | کوپر-مازراتی | ۲۸      |
| ۱     | ۴      | هوندا        | ۲۰      |
| ۱     | ۵      | فراری        | ۲۰      |
| منبع: |        |              |         |

یادداشت
- تنها پنج جایگاه نخست از هر رده‌بندی نمایش داده شده‌است.